# Gerboise naine à cinq doigts
Cardiocranius paradoxus
Genre
Espèce
Statut de conservation UICN

 DD  : Données insuffisantes
Le genre Cardiocranius ne comprend qu'une seule espèce de petit rongeur : la Gerboise naine à cinq doigts
(Cardiocranius paradoxus). Cette gerboise terrestre naine se rencontre en Chine, au Kazakhstan et en Mongolie. Elle n'est pas considérée par l'UICN comme une espèce menacée, faute de données suffisantes.